# 御影中町
御影中町（みかげなかまち）は、兵庫県神戸市東灘区の町名。現行行政地名は御影中町一丁目から御影中町八丁目。平成17年国勢調査（2005年10月1日現在）における世帯数は2,517
、人口は4,708で内男性2,294人・女性2,414人。郵便番号658-0054。

## 地理
旧御影町域（御影地区）の旧・御影村および郡家村域のうち北をJR東海道線南を阪神本線に挟まれた区域を指す。東は東御影線を挟んで住吉宮町、南は阪神を挟んで御影本町、西は旧石屋村域の御影石町、北はJRを挟んで弓場線以西が御影、以東が御影郡家と隣接する。

## 歴史
昭和43年（1968年）6月1日に御影町御影字柳が南東端の一丁目、同字但馬口の東半が北東端の二丁目、同字申御田が三丁目、同字但馬口の西半が四丁目、同字一里塚の東半が五丁目、同字掛田の東半が六丁目、同字一里塚の西半が南西端の七丁目、同字掛田の西半が北西端の八丁目として住居表示実施し、誕生した。
御影小学校の北の筋は旧西国街道の本街道にあたり、これが天神川と交差する場所にある一里塚橋の東南の旧・字一里塚は神戸市域では辻、脇浜、兵庫湊口、西代、境川、東垂水などと共に古文書にみえ、塚には榎が植えられて目印となっていた。明治9年の里程標設置によって次第に姿を消し、絵地図でも判らなくなったが、この橋で正確な位置が解ったという。

### 町名の変遷
| 昭和25年4月1日                                                   | 昭和37年9月30日    | 昭和34年4月30日    | 昭和43年6月1日     |
| ---------------------------------------------------------------- | ------------------ | ------------------ | ------------------ |
| 御影町御影字上東（一部）                                         | 御影町御影字柳     | 御影町御影字柳     | 御影中町一丁目     |
| 御影町御影字申御田（北部、御影町御影字沢の井・上東になった以外） | 御影町御影字柳     | 御影町御影字柳     | 御影中町一丁目     |
| 御影町御影字但馬口（一部）                                       | 御影町御影字柳     | 御影町御影字柳     | 御影中町一丁目     |
| 御影町御影字柳                                                   | 御影町御影字柳     | 御影町御影字柳     | 御影中町一丁目     |
| 御影町郡家字下り（一部）                                         | 御影町御影字柳     | 御影町御影字柳     | 御影中町一丁目     |
| 御影町郡家字下り                                                 | 御影町郡家字下り   | 御影町御影字但馬口 | 御影中町二・四丁目 |
| 御影町御影字宇柳（東半）                                         |                    | 御影町御影字但馬口 | 御影中町二・四丁目 |
| 御影町御影字但馬口                                               |                    | 御影町御影字但馬口 | 御影中町二・四丁目 |
| 御影町御影字師範（東半）                                         | 御影町御影字申御田 | 御影町御影字申御田 | 御影中町三丁目     |
| 御影町御影字師範（西半）                                         | 御影町御影字一里塚 | 御影町御影字一里塚 | 御影中町五・七丁目 |
| 御影町御影字榿（南半）                                           | 御影町御影字一里塚 | 御影町御影字一里塚 | 御影中町五・七丁目 |
| 御影町御影字掛田（南半）                                         | 御影町御影字一里塚 | 御影町御影字一里塚 | 御影中町五・七丁目 |
| 御影町御影字一里塚                                               | 御影町御影字一里塚 | 御影町御影字一里塚 | 御影中町五・七丁目 |
| 御影町御影字榿                                                   | 御影町御影字榿     | 御影町御影字掛田   | 御影中町六・八丁目 |
| 御影町御影字掛田                                                 |                    | 御影町御影字掛田   | 御影中町六・八丁目 |
| 御影町御影字宇柳                                                 |                    | 御影町御影字掛田   | 御影中町六・八丁目 |
| 御影町石屋字御量（東部）                                         |                    | 御影町御影字掛田   | 御影中町六・八丁目 |

## 施設
- 神戸市立御影中学校
- BEAUTY ARTS KOBE 日本高等美容専門学校

## 出身・ゆかりのある人物
- 高島正男（表具商）[1]

住所は御影、柳。
- 高島茂一（家主）[1]

住所は御影、柳。